# DJ リーサル
レアーズ・ディマンツ（ラトビア語: Leors Dimants、ロシア語: Леор Григорьевич Димант、 1972年12月18日 - ）は、 DJ Lethalとして知られるアメリカ合衆国のDJ、プロデューサー。リンプ・ビズキットのDJ担当。ラトビア系アメリカ人。

## 来歴
ラトビア・ソビエト社会主義共和国リガでユダヤ系の家族に誕生した。最初の音楽との出会いは、友人と一緒にロックバンドでギターを演奏した父親のGrisha Dimant（1951〜2007）を通じて興味を持った。
1976年にディマントが4歳の時、彼と家族はイタリアに移住し、ビザを取得するまで1年間滞在した。彼の両親はニューヨーク地域に引っ越すことを選び、彼の父親は、主にブライトンビーチで、さまざまなロシアのクラブやレストランで演奏した。
当時家族と住んでいたニュージャージー州ジャージーシティで通っていた学校の文化祭で、他の生徒たちがラップ・パフォーマンスするのを見て、ヒップホップに魅了される。
1987年、ロサンゼルスに家族と移住した後に、ブレイクダンスやグラフィティなどのヒップホップカルチャーに影響を受け、ビートボックスを始め、その後、友人のターンテーブルとミキサーを使用してDJの練習を始め、本格的に活動を開始。
1991年からHouse Of Painのメンバーとして活動していたが、1996年にグループが解散。ハウス・オブ・ペインのオープニングアクトとして知り合ったリンプ・ビズキットに1996年に加入
、2012年に解雇、２０１８年再加入。